# Galumnella csavasorum
Galumnella csavasorum är en kvalsterart som först beskrevs av Sandór Mahunka 1994.  Galumnella csavasorum ingår i släktet Galumnella och familjen Galumnellidae. Inga underarter finns listade i Catalogue of Life.